# وضع افتراضي
الافتراضي أو
الوضع المُغْتَفل أو المهمل أو الأصلي أو المبدئي أو الفرضي أو المفترض أو الأساسي أو النظامي (بالإنجليزية: Default)‏ في علم الحاسوب هو الوضع الذي عينه الصانع، في تطبيق أو برنامج أو ملحقة، في حال غياب تعيين مغاير من المستخدم. الغالب أن يكون الوضع الغيابي هو الوضع المفضل استعماله على بقية الأوضاع.